# Wilhelm Schickard
Wilhelm Schickard (ur. 22 kwietnia 1592 w Herrenbergu, zm. 23 października 1635 w Tybindze) – niemiecki matematyk, orientalista i konstruktor, profesor Uniwersytetu Eberharda i Karola w Tybindze, pastor luterański.
W 1623 skonstruował na zamówienie Jana Keplera jedną z pierwszych na świecie maszyn liczących, wykonującą dodawanie, odejmowanie, mnożenie i dzielenie liczb całkowitych. Maszyna ta, złożona z elementów drewnianych, spłonęła w 1624 w czasie wojny trzydziestoletniej. W 1960 baron Brunon von Freytag-Löringhoff zbudował rekonstrukcję na podstawie opisów i szkiców zawartych w odnalezionych listach Schickarda do Keplera. Maszyna była nieco podobna w konstrukcji do suwaka logarytmicznego. Miała również ułatwiające liczenie koła zębate.